# Narodnozabavni rock
Narodnozabavni rock é uma canção interpretada por Roka Žlindre & Kalamari, que foi seleccionada para representar a Eslovénia no Festival Eurovisão da Canção 2010, a 21 de fevereiro de 2010, na Noruega.